# آسيا الشمالية

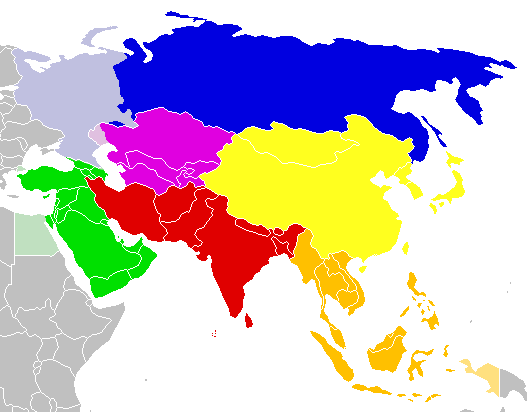
مناطق آسيا كما وصفتها الأمم المتحدة:
شمال آسيا
وسط آسيا
غرب آسيا
جنوب آسيا
شرق آسيا
جنوب شرق آسيا

شمال آسيا، يشار إليها أيضًا باسم سيبيريا، هي المنطقة الشمالية من آسيا وتدار من قبل روسيا، ويحدها من الشمال المحيط المتجمد الشمالي، ومن الغرب أوروبا الشرقية، ومن الجنوب آسيا الوسطى وشرق آسيا، ومن الشرق المحيط الهادئ. المنطقة تغطي مساحة قدرها حوالي 13,100,000 كيلومتر مربع (5,100,000 ميل مربع)، أو 8.8٪ من الأرض المساحة الكلية للأراض. وهي أكبر منطقة فرعية في آسيا من حيث المساحة، ولكنها أيضًا الأقل كثافة سكانية، حيث يبلغ عدد سكانها التقريبي 33 مليون شخص أو 0.74 ٪ من سكان آسيا.
المنطقة جزء من الصفيحة الأوراسية، باستثناء من جانبها الشرقي، والذي يكمن في صفيحة أمريكا الشمالية، على الرغم من وجودها جغرافيًا في آسيا، فهي جزء من روسيا، وبالتالي فهي جزء من أوروبا ثقافيًا وسياسيًا. يهيمن السكان السلافيون وغيرهم من الشعوب الهندوأوروبية على المنطقة، وأكثر من 95 ٪ من سكانها هم من أصل أوروبي.
التأثيرات الأوروبية، وخاصة الروسية، قوية في الجزء الجنوبي الغربي والوسطى من المنطقة، بسبب ارتفاع عدد السكان الروس الذين بدأوا في الاستقرار في المنطقة في القرن الثامن عشر. ومع ذلك، فإن الثقافات الآسيوية قوية في الأجزاء الشرقية والجنوبية والجنوبية الشرقية من المنطقة بسبب تركز السكان من السكان الأصليين والأعراق الآسيوية الأخرى.

## التاريخ
كانت المنطقة مأهولة بمجموعات مختلفة من البدو ذوي الأصول التركية مثل الهون والنينيتس والسكوثيون والأويغور. وفي القرن الثالث عشر غزا المغول جزءا كبيرا من منطقة ومع تفكك خانية القبيلة الذهبية أُنشأت خانات سيبير في أواخر القرن الخامس عشر. ثم هاجر الياقوتيون الذين يتكلمون اللغة التركية شمالا من بحيرة بايكال تحت ضغط من قبائل المغول خلال القرن الثالث عشر حتى القرن الخامس عشر.
وبقيت المنطقة ذات كثافة سكانية منخفضة، حيث كتب المؤرخ جون إف. ريتشاردز: «. أنه لمن المشكوك فيه أن إجمالي سكان سيبيريا الأوائل تجاوزو 300,000 شخص». وفي القرن السادس عشر مع نمو القوة الروسية واتجاهها للشرق بدأ التجار وجنود القوزاق بدخول سيبيريا ثم قام الجيش الروسي بإقامة القلاع والمدن، وطُوِرت بعض القرى مثل مانغازاوا، تارا، يينيسيسك وتوبولسك، وبحلول منتصف القرن السابع عشر وصلت السيطرة الروسية إلى المحيط الهادئ. وفي عام 1709 وصل عدد السكان الروس إلى حوالي 230,000 نسمة. ثم عملت روسيا على ضم المنطقة تدريجيا إلى أراضيها حتى تم توقيع اتفاقية بكين في عام 1860. وبعد الثورة البلاشفية عام 1917، كانت المنطقة محل نزاع حتى فرض الاتحاد السوفيتي سيطرته الكاملة في عام 1923. وبعد انهيار الاتحاد السوفيتي في عام 1991 غدت روسيا المسؤولة عن المنطقة.
وقد بقيت اسيا الشمالية لعدة قرون منطقة غير مستكشفة وغير مأهولة إلا من الحملات الإستكشافية والسجناء المنفيين من روسيا الغربية والأقاليم التابعة لها كبولندا، ولكن بعد إنشاء سكة الحديد التي ربطت موسكو مع سيبيريا في عهد القيصر نيكولاس الثاني (1916م) واكتشاف الثروات الطبيعية انتشرت المدن الصناعية وازداد عدد السكان حيث انتقل نحو سبعة ملايين شخص من روسيا الأوروبية بين عامي 1801 و 1914. وخلال الأعوام من 1859-1917، هاجر أكثر من نصف مليون شخص إلى الشرق الأقصى الروسي. وخلال العقود الأولى للإتحاد السوفيتي وخصوصا الفترة الواقعة بين 1930 و 1940 تم استبدال نظام المعسكرات القديم بواحد جديد يدار من قبل معسكرات العمال (الـغولاغ). ووفقا للتقديرات السوفييتية شبه الرسمية فإن أكثر من 14 مليون إنسان أُدخِلوا لهذه المعتقلات والسجون. إضافة إلى نحو 7 أو 8 ملايين إنسان تم ترحيلهم إلى الأراضي النائية للإتحاد السوفييتي. مات أكثر من 516,800 سجين في المعسكرات من 1941 إلى 1943 بسبب نقض الغذاء الناجم عن الحرب العالمية الثانية.

## الجغرافيا

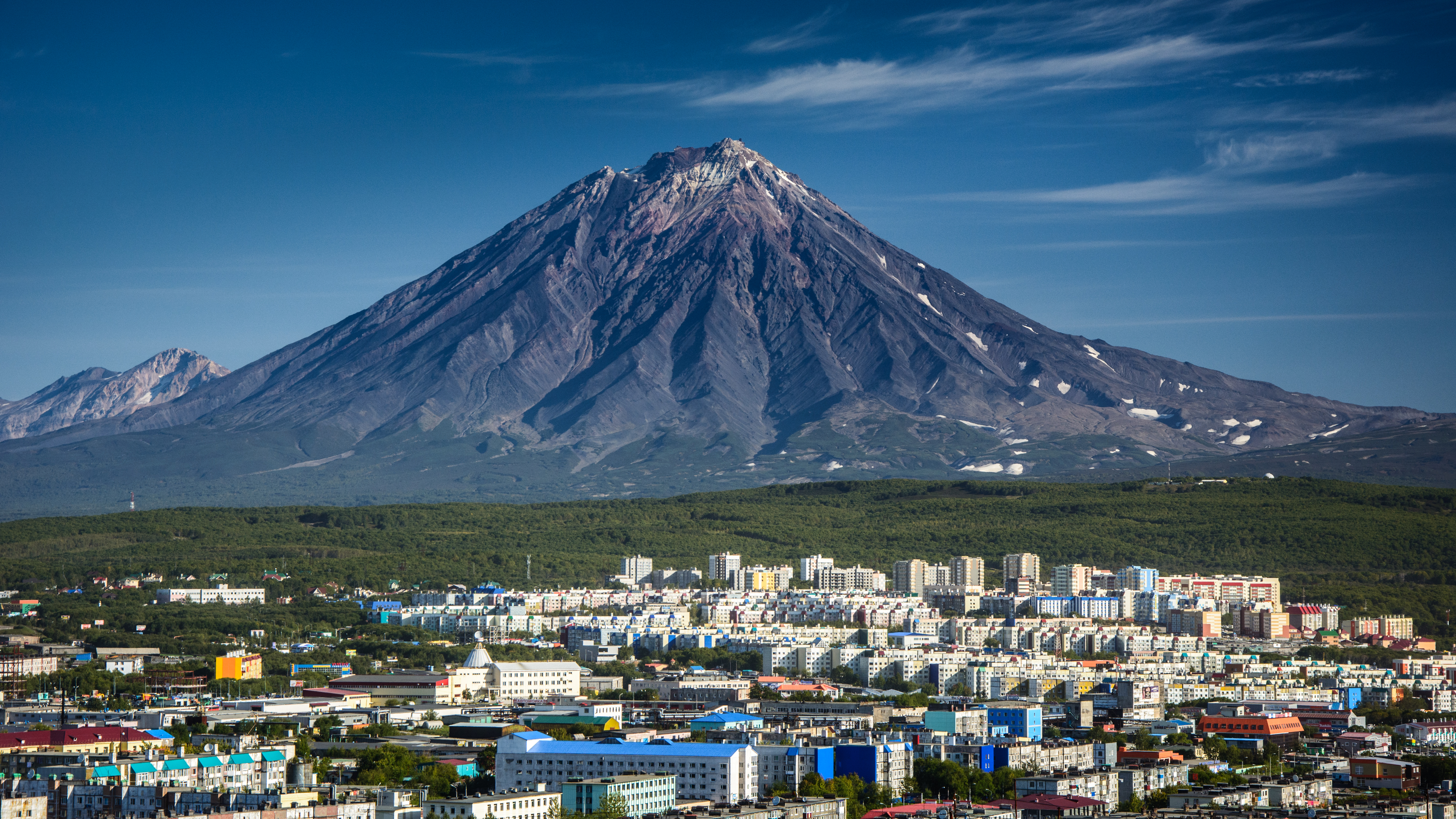
آسيا الشمالية

تشمل المناطق الجغرافية الرئيسية سهول سيبيريا الغربية وهضبة سيبيريا الوسطى. وتضم ياقوتيا الشرقية والغربية العديد من السلاسل الجبلية. ويبلغ متوسط إرتفاع هذه الجبال إلى ما يقارب ال 3000 متر (9800 قدم)، ولكن هذه الجبال تكاد تخلو تماما من الغطاء النباتي. ويعد بركان كلوتشفسكايا سوبكا النشط في شبه جزيرة كامشاتكا أعلى قمة في شمال اسيا حيث يبلغ ارتفاع قمته 4649 متر أي 15,253 قدم.

### جيولوجيا
يتألف معظم السهل الغربي للمنطقة من الرواسب الغرينية التي تكوّنت نتيجة سدود الجليد والتي كوّنت أيضا بحيرة جليدية كبرى. ومن منتصف إلى نهاية العصر الجليدي سدت هذه البحيرة تدفق نهري أوبي وينسي من ناحية الشمال مما أدى إلى إعادة توجيه تدفق هذه المجاري إلى الجنوب الغربي لتصب في بحر قزوين وبحر آرال.
وتتكون هضبة سيبيريا الوسطى من غلاف صخري قديم والذي شكل قارة مستقلة قبل حدوث العصر البرمي. وهذه الهضبة غنية بالمعادن حيث تحوي على الكثير من رواسب الذهب والألماس والمنغنيز والرصاص والزنك والنيكل والكوبالت والموليبدنوم.

### المناخ
يتشكل الغطاء النباتي في شمال اسيا في معظمه من التايغا التي تتشكل من غابات الصنوبر، مع حزام التندرا في الطرف الشمالي ومنطقة الغابات المعتدلة في الجنوب.
مناخ المنطة متفاوت بشكل كبير ولكن بشكل عام فإنه يتمثل بصيف قصير وشتاء طويل بارد. وعلى الساحل الشمالي إلى الشمال من الدائرة القطبية الشمالية تمر المنطقة بصيف قصير (شهرا واحد). معدل درجة الحرارة في جنوب اسيا الشمالية (حيث يتمركز معظم السكان) يبلغ 0.5 سيلزيوس (32.9 ف) وتصل إلى 20 سيلزيوس (65 ف). ويعتبر المناخ في غرب المنطقة أدفأ من شرقها حيث سجلت أدنى درجة حرارة في ياقوتيا -71.2 سيلزيوس (-96.1 ف). وهطول الأمطار منخفض عموما، ولكن قد يتجاوز ال500 ملليمتر (20 بوصة) في كامتشاتكا حيث تتدفق رياح رطبة آتية من بحر أوخوتسك.

## الديموغرافيا
تشير معظم التقديرات إلى أن هناك حوالي 33 مليون مواطن روسي يعيشون شرق جبال الأورال، وتشكل الشعوب التركية (الشعوب الأصلية) الآن أقلية في شمال آسيا بسبب الترويس عملية خلال القرون الثلاثة الماضية.و تشير سجلات التعداد الروسية إلى أنهم لا يشكلون سوى ما يقدر بـ 10 ٪ من سكان المنطقة، مما يجعلها أكبر أقلية عرقية في سيبيريا.
وبين عامي 1801 و 1914، انتقل ما يقدر بنحو 7 ملايين مستوطن من روسيا الأوروبية إلى شمال اسيا، 85٪ منهم خلال الحرب العالمية الأولى.

## الإدارة
| الكيانات الفيدرالية           | العاصمة         | المساحة (كم2) | تعداد السكان (2010) |
| منطقة الأورال الفيدرلية       | يكاترينبرج      | 1,818,500     | 12,080,526          |
| ----------------------------- | --------------- | ------------- | ------------------- |
| أوبلاست كورغان                | كورغان          | 71,000        | 910,807             |
| أوبلاست سفردلوفسك             | يكاترينبورغ     | 194,800       | 4,297,747           |
| تيومين أوبلاست                | تيومين          | 143,520       | 3,395,755           |
| أوكروغ خانتي-مانسي            | خانتي مانسيسك   | 534,800       | 1,532,243           |
| أوبلاست تشيليابنسك            | تشيليابينسك     | 87,900        | 3,476,217           |
| أوكروغ يامالو-نينيتس          | سالخارد         | 750,300       | 522,904             |
| منطقة سيبيريا الفيدرالية      | نوفوسيبيرسك     | 4,361,800     | 17,178,298          |
| جمهورية ألطاي                 | جورنو ألتايسك   | 92,900        | 206,168             |
| كراي ألطاي                    | بارناول         | 168,000       | 2,419,755           |
| إركوتسك أوبلاست               | ايركوتسك        | 774,800       | 2,248,750           |
| أوبلاست كيمروفسكايا           | كيميروفو        | 95,700        | 2,763,135           |
| كراسنويارسك كراي              | كراسنويارسك     | 2,366,800     | 2,828,187           |
| نوفوسيبيرسك أوبلاست           | نوفوسيبيرسك     | 177,800       | 2,665,911           |
| أوبلاست أومسك                 | أومسك           | 141,100       | 1,977,665           |
| تومسك أوبلاست                 | تومسك           | 314,400       | 1,047,394           |
| جمهورية توفا                  | كيزيل           | 168,600       | 307,930             |
| جمهورية خقاسيا                | أباكان          | 61,600        | 532,403             |
| منطقة الشرق الأقصى الفيدرالية | فلاديفوستوك     | 6,952,600     | 8,371,257           |
| أوبلاست أمور                  | بلاغوفيشتشينسك  | 361,900       | 830,103             |
| جمهورية بورياتيا              | أولان أودي      | 351,300       | 971,021             |
| الأوبلاست اليهودية            | بيروبيدجان      | 36,300        | 176,558             |
| كراي عبر البايكال             | تشيتا           | 431,900       | 1,107,107           |
| كراي كامشاتكا                 | بتروبافلوفسك    | 464,300       | 322,079             |
| ماغادان أوبلاست               | ماجادان         | 462,500       | 156,996             |
| بريمورسكي كراي                | فلاديفوستوك     | 164,700       | 1,956,497           |
| جمهورية ياقوتيا               | ياكوتسك         | 3,083,500     | 958,528             |
| ساخالين أوبلاست               | يوجنو ساخالينسك | 87,100        | 497,973             |
| خاباروفسك كراي                | خاباروفسك       | 787,600       | 1,343,869           |
| أوكروغ تشوكوتكا               | أنادير          | 721,500       | 50,526              |